# Acacia extensa
Acacia extensa är en ärtväxtart som beskrevs av John Lindley. Acacia extensa ingår i släktet akacior, och familjen ärtväxter. Inga underarter finns listade i Catalogue of Life.